# Uzbeki
Gli uzbeki (o anche usbechi, uzbechi, uzbek; in usbeco O‘zbek al singolare, O‘zbeklar al plurale) sono un gruppo etnico di origine turca dell'Asia centrale. Vivono in Uzbekistan (dove sono il primo gruppo etnico) e nelle regioni adiacenti: Afghanistan, Tagikistan, Kirghizistan, Turkmenistan, Kazakistan, Russia e la provincia di Xinjiang in Cina. Altri piccoli gruppi di usbechi possono essere trovati in Iran, Turchia, Pakistan, Nord America ed Europa orientale.
Gli usbechi, inoltre, fanno parte dei 56 gruppi etnici riconosciuti ufficialmente dalla Repubblica popolare Cinese.
La popolazione totale di usbechi arriva a circa 40 milioni di individui.

## Etimologia
L'origine del nome "uzbeco" non è chiara. Una delle ipotesi è che il nome derivi da Uzbek Khan, re del Khanato dell'Orda d'Oro, sebbene i nomadi usbechi non fossero mai stati completamente assoggettati a questo impero. 
Un'altra ipotesi sull'origine etimologica della parola si sofferma sul suo significato letterale: "indipendente" o "padrone", da O`z ("indipendente") e Bek ("signore"), come già attestato nelle iscrizioni dell'Orkhon, ma che qualcuno ipotizza possa derivare dall'iranico "Baga" (Dio).

## Storia

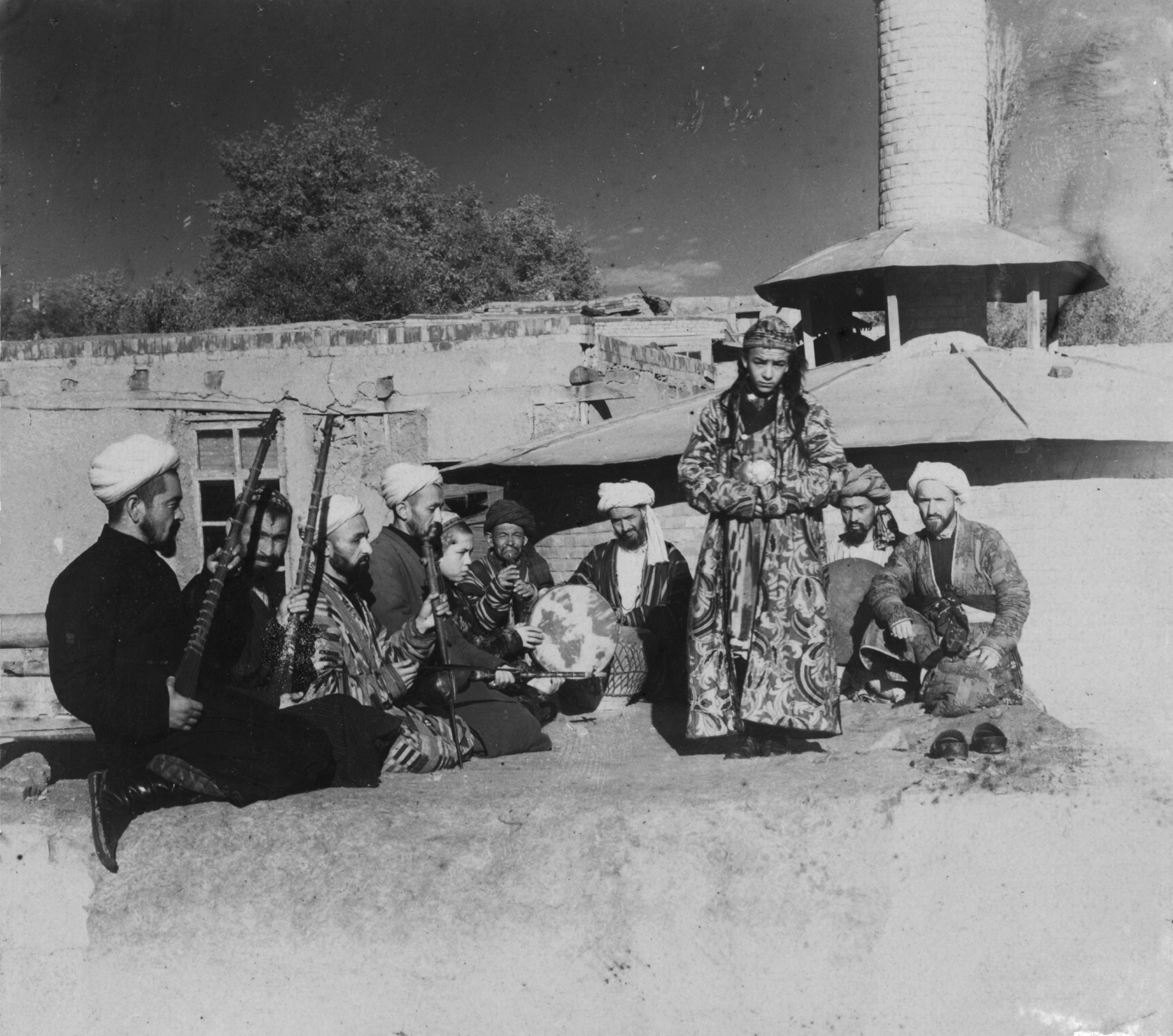
Danza Bacha di un ragazzo usbeco, a Samarcanda (tra il 1905 e il 1915).

Per cercare le radici del popolo usbeco si deve tornare indietro nel tempo di qualche millennio. Differenti tribù e gruppi etnici, che hanno abitato per secoli l'Asia centrale, hanno contribuito nel corso del tempo alla costituzione dell'odierno popolo usbeco. Molti degli antichi popoli che vivevano nell'Asia centrale erano di origine iranica, incluse le popolazioni semi-nomadi della Sogdiana, della Bactriana, del Fergana e dei Saci. Si crede che queste popolazioni siano poi state assorbite in più grandi gruppi etnici di origine turca, mentre i gruppi non assoggettati sono stati spinti a sud, nell'Iran e nell'Afghanistan.
Nei tempi antichi, varie tribù turche cominciarono a muoversi nell'area tra i fiumi Amu Darya (Oxus in greco) e Syr Darya (Jaxartes in greco). Alcune di queste includevano gli Unni che poi occuparono questa regione nel III secolo a.C., continuando a spingersi verso sud e verso ovest.
A seguito delle incursioni arabo-islamiche nella regione, l'Islam soppiantò il Buddhismo e le altre religioni dell'Asia centrale (come il Cristianesimo nestoriano o il Mazdeismo). Quello che cambiò radicalmente la demografia dell'Asia centrale fu l'invasione dei Mongoli guidati da Gengis Khan nel XIII secolo. Numerose popolazioni native furono cancellate dagli invasori e un processo di ripopolazione etnica delle regioni cominciò solo dopo un centinaio di anni. Durante questo periodo numerose tribù di origine turca cominciarono a migrare verso le regioni precedentemente occupate dalle tribù iraniane, spazzate via dai mongoli, mescolandosi con gli stessi mongoli e con le tribù rimanenti dell'Asia centro-meridionale (furono poi conosciuti in seguito come Turkestani).
L'identità dei moderni usbechi cominciò a prendere forma durante il regno di Tamerlano, un importante condottiero turco-mongolo che regnò su un vasto impero dalla sua capitale di Samarcanda. In seguito, tra il XV e il XVI secolo, varie tribù nomadi arrivarono dalle steppe, come i Kipciak, i Naimani, i Kangli, i Kungrat, i Mangiti ed altri gruppi guidati da Muhammad Shaybānī, il Khan (sovrano) degli usbechi. Questo periodo vide la nascita della moderna nazionalità usbeca e dello stesso nome, "usbeco". Il primo regno usbeco fu così potente da sovrastare molti degli imperi coevi, come quello dei Safavidi o quello dei Mughal, per il controllo di regioni quali il Khorasan e l'area dell'odierno Afghanistan.
Nel giro di poche generazioni dalla morte del Khan Shaybānī, lo stato usbeco si divise in tre grandi khanati: quello di Bukhara, di Khiva e di Kokand, che restarono in piedi fino al XIX secolo, cioè fino all'avvento dei russi. L'impero russo si infiltrò fino in Asia centrale e nel processo di unificazione furono annessi anche i khanati usbechi. Fino al 1924, la maggior parte dei gruppi di origine turca del Turkestan, che erano di discendenza abbastanza eterogenea, era conosciuta con il nome di Sarti dalle autorità coloniali, e solo quei gruppi di origine kipciaka stanziatisi in quelle regioni durante il regno del Khan Muhammad Shaybani, furono poi appellati "usbechi". Nel 1924, quando fu creata la Repubblica Sovietica Socialista Usbeca, i Sovietici abolirono il termine Sarti e decretarono per tutte le popolazioni di origine turca il termine di usbechi. L'Uzbekistan, sotto i russi prima e sotto l'Unione Sovietica poi, divenne quindi una popolazione multi-etnica mentre le popolazioni dall'Unione Sovietica si spinsero (o furono esiliate) sempre più verso l'Asia centrale.

## Lingua
La lingua usbeca fa parte delle lingue altaiche e del gruppo Qarluq del ceppo linguistico turco. Dopo l'indipendenza dall'Unione Sovietica, il governo usbeco decise di rimpiazzare, nella forma scritta, l'alfabeto cirillico con quello latino.
Gli odierni usbechi, inoltre, hanno assorbito una notevole quantità di vocaboli ed elementi grammaticali da lingue di origine non turca, come da lingue di origine persiana, dall'arabo e dal russo.

## Religione
Per quanto riguarda il profilo religioso, gli usbechi sono originariamente musulmani sunniti, principalmente hanafiti, ma ci sono notevoli differenze di culto tra gli usbechi del nord e quelli del sud. La maggioranza degli usbechi dell'ex-Unione Sovietica pratica la religione con una interpretazione più liberale a causa degli atteggiamenti ufficiali dei sovietici verso la religione, mentre gli usbechi dell'Afghanistan e delle altre regioni a sud sono rimasti più conservatori e più aderenti all'Islam fondamentalista.
Con l'indipendenza usbeca del 1991, comunque, ci fu una decisa rivitalizzazione dell'islamismo in molti segmenti della popolazione. Le persone che vivevano nelle aree dell'odierno Uzbekistan furono in un primo momento convertite all'islam nei primi anni dell'VIII secolo d.C., quando gli Arabi musulmani invasero la regione e soppiantarono le vecchie fedi del Buddhismo, dello Zoroastrismo e del Cristianesimo nestoriano. La vittoria arabo-musulmana sui Cinesi, nel 751 con la Battaglia del Talas, assicurò, nei secoli successivi, il predominio dell'islam in tutta la regione.

## Origini genetiche
La moderna popolazione usbeca presenta notevole variazioni etniche a causa dell'alto numero di invasioni avvenute nei secoli scorsi in Asia centrale. Una volta popolata dai popoli iranici e dalle tribù indoeuropee, l'Asia centrale ha subito le invasioni delle popolazioni mongole, che hanno avuto un notevole impatto sulla storia, a livello genetico e culturale, dei popoli che abitano oggi l'Uzbekistan e le regioni circostanti.
Secondo alcuni recenti studi della University of Chicago, gli usbechi debbono il loro patrimonio genetico ai popoli mongoli e a quelli iranici. Secondo questi studi, dal III secolo a.C., l'Asia centrale ha subito le migrazioni dei nomadi di origine altaica da est, e le loro incursioni continuarono per centinaia di anni, a cominciare da quelle dei Hsiung-Nu (che possono essere considerati gli antenati degli Unni), nel 300 a.C., per proseguire con quelle dei Turchi, nel primo millennio d.C. e con le espansioni dei Mongoli nel XII secolo. Sono state trovate caratteristiche genetiche molto simili tra i diversi popoli di origine altaica, e questo indica chiaramente l'importanza degli impatti causati dalle popolazioni nomadi nella regione.
La popolazione usbeca inoltre, secondo questi studi, mostra di avere antenati dell'Asia orientale con significative mescolanze di razza con le etnie caucasiche, oltre che con i popoli turco-mongoli ed i popoli iranici.